# نارنجی ببری
نارنجی ببری (انگلیسی: Tiger Orange) فیلم درام آمریکایی محصول سال ۲۰۱۴ به کارگردانی وید گسک، به نویسندگی مارک استارنو و بازی استارو و فرانکی ولنتی است. این فیلم داستان دوبرادر گی است که بعد از مرگ پدرشان باید دوباره با هم ارتباط برقرار کنند.
بازی فرانکی ولنتی در این فیلم مورد توجّه منتقدان قرار گرفت، زیرا تا پیش از این عموماً در فیلم‌های پورنوگرافی گی ظاهر شده بود.